# Pantelejmon (Aratymos)
Pantelejmon, imię świeckie Panteleimon Aratymos (ur. 1974 w Tinos) – grecki biskup prawosławny w jurysdykcji Patriarchatu Aleksandrii.

## Życiorys
Święcenia diakonatu przyjął w 2000, a prezbiteratu w 2001. 2 grudnia 2012 otrzymał chirotonię biskupią. W tym samym roku objął katedrę Brazzaville i Gabonu.
W czerwcu 2016 r. uczestniczył w Soborze Wszechprawosławnym na Krecie.
W 2022 r. został wikariuszem patriarszym z tytułem metropolity Naukratis.